# Bycanistes cylindricus
El cálao caripardo (Bycanistes cylindricus) es una especie de ave coraciforme de la familia Bucerotidae propia de África Occidental.

## Descripción
La longitud media del cálao caripardo es de 60 - 70 cm y pesa entre 900 - 1400 gramos. Es un cálao de color negro y blanco, con el plumaje negro concentrado en la parte anterior del cuerpo y el plumaje blanco en las puntas de las alas y la cola.
El principal rasgo de dimorfismo sexual se encuentra en el color del pico, de un marcado color amarillo en los machos y de un tono gris apagado en las hembras.

## Alimentación
La fruta constituye el 90 % de la dieta del cálao de cara parda, aunque también se alimenta ocasionalmente de insectos y de los huevos y polluelos de otras aves. La mayor parte de la alimentación tiene lugar en la copa de los árboles, aunque en ocasiones se forman grandes grupos que se alimentan juntos en los árboles frutales. Debido a las largas distancias que recorren en busca de fruta, los cálaos cumplen una función importante en la dispersión de semillas, contribuyendo a la regeneración forestal.

## Reproducción
Se desconocen muchos de los hábitos de reproducción del cálao de cara parda. Normalmente pone unos dos huevos en cada nidada, pero solo un polluelo acompaña a sus padres a la hora de aprender a volar. La época de reproducción coincide con la maduración de la fruta y en los años en que la disponibilidad de fruta es escasa los cálaos no se amparejan.
Como ocurre en otras especies de cálao es una especie monógama, que normalmente vive en pareja o pequeños grupos familiares. Durante el anidamiento la hembra de cara parda anida dentro de una cavidad en un árbol, utilizando barro o sus propios desechos para encerrarse, dejando sólo una grieta estrecha a través de la cual es alimentada por el macho hasta que ella y los polluelos abandonan el nido.

## Hábitat
Se extiende por el oeste de África, en el golfo de Guinea, desde Sierra Leona hasta Ghana.
Su hábitat natural son las selvas húmedas tropicales de tierras bajas, aunque también puede encontrarse en plantaciones y bosques degradados degradadas. La principal amenaza que sufre la especie es la destrucción de su hábitat.